# 砲塔

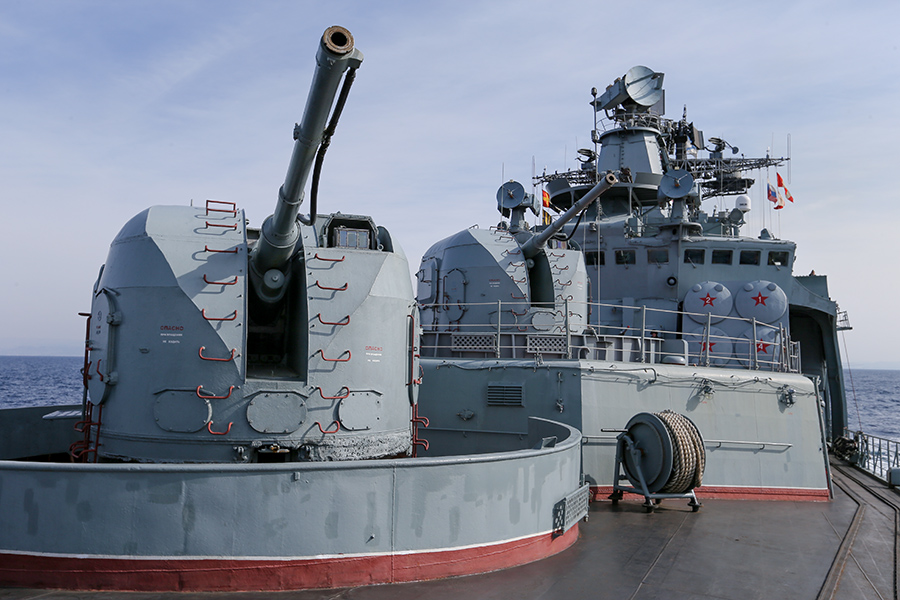
ウダロイ級駆逐艦のAK-100

砲塔（ほうとう、英: Gun Turret）は、大砲の操作員や機構を保護すると同時に、さまざまな方向に照準し発射できるようにする装置である。火器の口径による銃と砲の区別に応じて、小さいものは銃塔ともいう。ここでは砲塔の前段階的装置である砲郭も併せて解説する。
砲塔は通常、兵器を搭載する回転式のプラットフォームであり、対艦用の陸上砲台など要塞化された建造物・構造物のほか、装甲戦闘車両、水上艦艇、軍用機にも取り付けることができる。
砲塔には、単数または複数の機関銃、機関砲、大口径砲、ミサイル・ランチャーを装備することができる。また、有人操作のものも、遠隔制御のものもあり、装甲が施されていることが多い。小型の砲塔や、大型の砲塔に付属する副砲塔はキューポラと呼ばれる。ただしキューポラという用語は、武器を搭載せず、戦車長などが観測のために用いる回転塔を意味する場合もある。
砲塔による防護の目的は、兵器とその操作員を戦闘による損害、天候、周囲の状況、自然環境などから守ることである。火器発射時の燃焼ガスが砲塔内へ流れ込むので、内部の兵員を守るために換気機構が必要となる。
砲塔（ターレット）の語源は、要塞において建物や城壁の上に建てられた防御用構造物、「小塔（ターレット、Turret）」に由来している。これに対して地面に直接建っている構造物は塔（タワー、tower）と呼ばれる。近代以後は回転機構にターレットの呼称が付されることが多く、砲塔の方が一般化していることがうかがえる。
初期の砲塔は円形に近かったが、砲の強大化に加えて前面に厚い装甲（防盾)を配するようになり、重心が前方に偏って回転を妨げないようにカウンターウェイトを兼ねて砲塔後部にバスルと呼ばれる張り出しを設けるようになった。バスルは本来は服飾上の用語だが近代以後は廃れたため、現代では砲塔で言及されることが多い。

## 砲郭

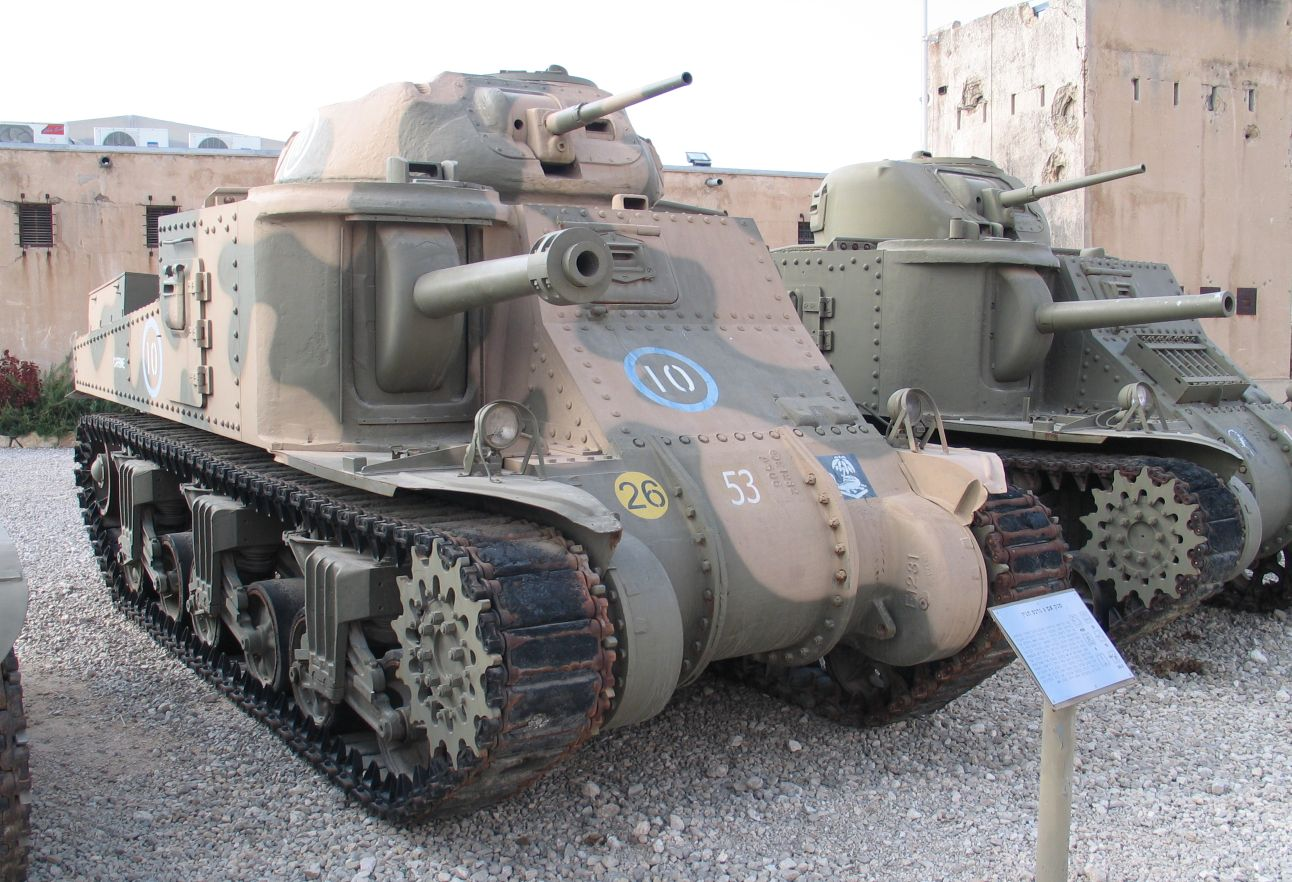
車体前部に砲郭式主砲を持つM3中戦車。イギリス軍仕様のM3グラント（手前）とM3リー（奥）

砲郭（ほうかく、英:casemate ケースメイト）は、城塞や帆船に採用された砲塔の前段階的な砲座。城郭や船体、車体に直接砲をマウントする形式。砲を左右に向けることも可能だが砲塔に比べると射界は限定される。
19世紀中頃に大口径・長射程の砲が開発されたが、古典的な設計の戦列艦は両舷側方向に砲を並べており、砲は砲郭内に収められることが多かった。当然、射界は狭くなるが、帆船ではマスト他、帆走用の索具類によって甲板上に大型の砲塔を載せる事が事実上不可能なため、船体内に直接、砲を装備せざるを得なかったのである。初期はただ単に壁に孔を穿っただけで、隣り合った砲郭同士も仕切りが無い形式が普通で被弾に対して危険であったが、後には装甲や個別に砲室を持った砲郭も出現した。
砲郭は砲塔に比較して製造コストや重量面での利点、基本的に人力で操作可能なため（大型砲塔は水圧などの動力源を喪失すると操作不能になる）、軍艦の副砲用として高角砲が出現する以前までは廃れる事はなかった。
最初の戦車であるマーク I 戦車やフランスのサン・シャモン突撃戦車など、初期の戦車にも砲郭が採用されていた。後に、多方向の敵にすばやく対処できる旋回砲塔が一般化したが、砲郭式には低コスト、量産性や、軍艦よりもはるかに小さい車両においては砲塔に比べ低重心で装甲重量も小さく、同規模の車体により大型の砲を搭載できる等の性能上のメリットも大きく、急激な戦車の性能競争の中で戦術上十分な主砲を砲塔に搭載することの難しさから、M3中戦車や突撃砲など砲郭式を選択した車両も多い。逆に旋回砲塔を実装した自走砲では、大反動で横転しかねないので、左右射角が制限されている場合も多い。
砲郭同様に機関銃を備えたAFVの前方/側方銃座は、普通、単に「銃座」もしくは「マシンガンポート」「ガンポート」と呼称される。

## 軍艦

### 歴史
砲郭は安定性の問題から、特に重砲配置の砲郭は喫水線近くに置かれることが多かったため浸水に弱く、荒天時はしばしば操作に困難を招じた。これに対して甲板上にある砲塔ならば荒天時でも安全に操作が可能な上、より少数の砲で艦の両舷のどちらにも照準できるため、動力革命が起きて軍艦が帆走のくびきから解放されると、各国はこぞって砲塔を採用して行く事となる。
もっとも早く砲塔を搭載した軍艦のひとつはアメリカの装甲艦「モニター」であり、全周回転式の装甲ドラム1基に先込め式のダールグレン砲2門を搭載していた。後の多くの軍艦も、二連装砲塔を採用した。
また別の方式として、露砲塔は、砲身の装填・回転機構部だけを装甲を持つバーベットで防御した。砲座はバーベットの中で回転するが、砲身はバーベットの縁の上に突き出すことになる。後の設計では、砲およびバーベットに屋根のように装甲板を被せた「フード付きバーベット」が開発された。
全面装甲式の連装砲塔は、1895年に就役したマジェスティック級戦艦、1897年に就役した富士型戦艦で採用され、近代的な戦艦が登場した。二基の連装主砲塔を艦の中心線上に備えた（前砲塔と後砲塔）。
1908年に登場したアメリカのサウスカロライナ級戦艦では、中心線装備砲の射界を広げるために、前後とも2基の砲塔の高さに差をつける背負式配置が採用された。これは船体構造を強化しようと全主砲塔を艦の中心線へ移動させたために必要となった措置である。この新配置は、同時代のイギリスの戦艦「ドレッドノート」とは好対照である。ドレッドノートには多くの革命的な点があったものの、依然2基の舷側砲塔を持っていた（つまり全砲塔が中心線上にあったのではない）。「サウスカロライナ」が進水するまで、背負式配置の価値が実証されたことはなく、当初は前のキアサージ級戦艦、バージニア級戦艦で採用された主砲と副砲を積み重ねる2階建て砲塔の弱点が繰り返されるのではないかと危惧されていた。
さらに大きな進歩を遂げたのは、艦中央部の「Q」砲塔を廃して、砲塔を減らす代わりにさらに大型の砲を搭載した日本の金剛型巡洋戦艦（1913年）と前後ともに主砲塔を背負い式配置としたイギリスのクイーン・エリザベス級戦艦（1915年）であった。
第一次世界大戦期の艦艇は一般に連装砲塔を採用していたが、大戦間から第二次世界大戦期の艦艇では三連装砲塔やさらには四連装砲塔もよく見られるようになった。これは砲塔の総数を減らし、装甲防護を改善できる効果があったが、フランス式四連装砲塔は信頼性は高いが内部構造がきわめて複雑になり、イギリス式は簡略だが信頼性は低く、実用上は不便であることがわかった。
軍艦において史上最大の砲塔は第二次大戦中の戦艦のもので、重装甲の閉鎖戦闘室によって多数の砲員を保護していた。大型戦艦の主砲の口径は、通常12インチ（30.5cm）から18インチ（46cm）であった。46cm砲を搭載した戦艦「大和」の砲塔は、1基で約2,500トンの重量があった。戦艦の副砲（または巡洋艦の主砲）では、通常5-6インチ（127-152mm）であった。より小型の艦艇には3インチ（76mm）か、もう少し大きな砲を搭載したが、これらはほとんどの場合、砲塔を必要としなかった。

### 砲塔のレイアウト

砲塔の動作原理を示した動画。これはイギリスのBL 42口径15in砲のマーク I 砲塔をもとにしている。上のアメリカの砲塔のレイアウトと用語を比較するとよい

海軍の用語としての「砲塔」は伝統的に、砲の全機構が回転し、円柱形の基部（トランク）が甲板を貫いて艦内に伸びているものだけを意味する（訳注：基部が甲板を貫通していないものを、本来の砲塔ではないという意味で日本では「砲塔式」と呼ぶことがある）。上甲板より上に出ている回転部分は砲室（gunhouse）と呼ばれ、砲の機構と操作員を保護するとともに、ここで砲弾の装填が行なわれる。砲室は回転するローラーの台座に乗っており、物理的に艦体に固定されてはいないため、もし艦が転覆した場合には艦体から落ちてしまうはずである。砲室の下からは円柱形の基部が伸びており、弾薬の取り扱いを行なう作業区画と、艦内の弾薬庫・火薬庫から砲弾と装薬を上げる昇降機が入っている。
昇降機（揚弾薬機）には、砲弾と装薬をまとめて上げるもの（上のイギリス艦砲塔の動画を参照）、別々に上げるもの（アメリカ艦砲塔の断面図を参照）がある。作業区画と基部は砲室とともに回転し、まとめて装甲を施した防護バーベットの中に収められている。バーベットの下端は主装甲甲板（動画の中の赤い線）にまで及ぶ。砲塔のいちばん下には揚弾薬室があり、ここで弾庫・薬庫から出した砲弾と装薬が昇降機に乗せられる。
揚弾薬装置と昇降機は、砲塔基部の弾庫・薬庫から砲弾と装薬を運搬する複雑な機械である。砲弾の重量が1トン前後にもなることを考えれば、昇降機は強力かつ迅速に砲弾を運搬できなければならない。動画に示した15インチ砲塔は、装填と発砲のサイクルを1分間で完了できるようになっている。
装填システムには一種の連動機構が付いており、砲室から弾薬庫までの経路が絶対に一度に開くことのないように、つまり爆炎が弾薬庫まで届かないように（理論上は）なっている。砲塔周辺の区画を兵員が移動するには、防炎扉と昇降口を開閉して行なう。大口径砲では通常、全動力式または半動力式の押し込み機によって、砲尾に重い砲弾と装薬を押し込む。砲弾を押し込むためには昇降機と砲尾が一列に並ばなければならないため、通常、砲弾を装填できる仰角の範囲には制限がある。つまり砲はいったん装填仰角に戻り、装填され、その後再び照準仰角に戻るのである。動画に示した砲塔では、押し込み機が砲を収める架台に固定されているため、より広い範囲の仰角で装填が可能になっている。

#### 舷側砲塔
舷側砲塔（wing turret）は、艦の中心線から外れて舷側やスポンソンに配置された砲塔である。
舷側砲塔では射界が制限されるため、通常、片舷の火力だけにしか貢献できない。しかし砲撃戦でもっとも多いのは片舷砲戦であるのだから、これは舷側砲塔の最大の弱点である（反対側の砲が無駄になる）。ただしイギリスの戦艦「ドレッドノート」のような配置では、舷側砲塔が首尾方向にも砲撃できた。これは丁字戦法を取られた場合の不利をいくぶん解消し、また、後方の敵に応戦することもできた。
イギリスのインヴィンシブル級巡洋戦艦、ドイツの巡洋戦艦「フォン・デア・タン」のように、2基の舷側砲塔がいずれも両舷真横に発砲できるよう斜めにずらして配置する試みもあった。しかしこれは発砲時の爆風のため、自艦の甲板に大きな被害を引き起こす危険があった。
舷側砲塔は、1800年代後半から1910年代初めまでの主力艦や巡洋艦では標準的であった。また、ドレッドノート以前の戦艦でも、主砲より小口径の副砲には舷側砲塔が使われていた。大型の装甲巡洋艦では主砲にも舷側砲塔が使われることがあったが、砲塔ではなく砲郭を用いるほうが多かった。当時は砲の性能と砲撃管制の問題から交戦距離が短く、小口径砲を多数装備するほうが敵艦の上部構造物と副砲を破壊しやすく、価値が大きいと考えられていた。
1900年代前半には、砲の性能、装甲の質、艦の速力が全般に高まり、交戦距離も延びていった。結果として、副砲の有用性は減少した。そこで初期のド級戦艦は、11インチか12インチ口径の「全大口径砲（all big gun）」装備を行なうようになり、その一部は舷側砲塔として配置された。しかしこの方式は十分とは言えなかった。舷側砲塔では舷側斉射の射界が狭くなるだけでなく、大型化する砲の重量による艦体構造への負担が大きくなり、適切な装甲を施すことがますます難しくなったからである。また、後のさらに大型の砲、たとえばアメリカ海軍最大の巨砲、マーク 7 50口径16インチ砲は艦体に対する負担があまりに大きく、舷側砲塔に入れることは不可能だった。

### 現代の砲塔
現代の水上艦でも砲を装備しているものは少なくないが、口径は通常、3-5インチ（76-127mm）である。砲室は砲機構の単なる耐候カバーであることが多く、強化プラスチックなどの軽い非装甲の素材でできている。また、現代の砲塔は自動化されているものが多く、砲塔内は無人で、給弾システムに弾薬を補給する少人数のチームがいるだけに過ぎない。
武装の主力が対艦ミサイルに移ったこと、また技術の進歩にともない砲の性能が向上した事により、少数の単装砲塔で役目を果たせるようになり、甲板上に何基もの多連装砲塔を並べた艦は過去のものとなっている。
また、近年では、ステルス艦への搭載を想定して、ステルス性を付与した砲塔が開発されている。ボフォースMk.3 57mm砲のステルス型や155mm AGSにおいては、非発砲時には砲身をシールド内に収容することで、ステルス性をさらに向上させている。

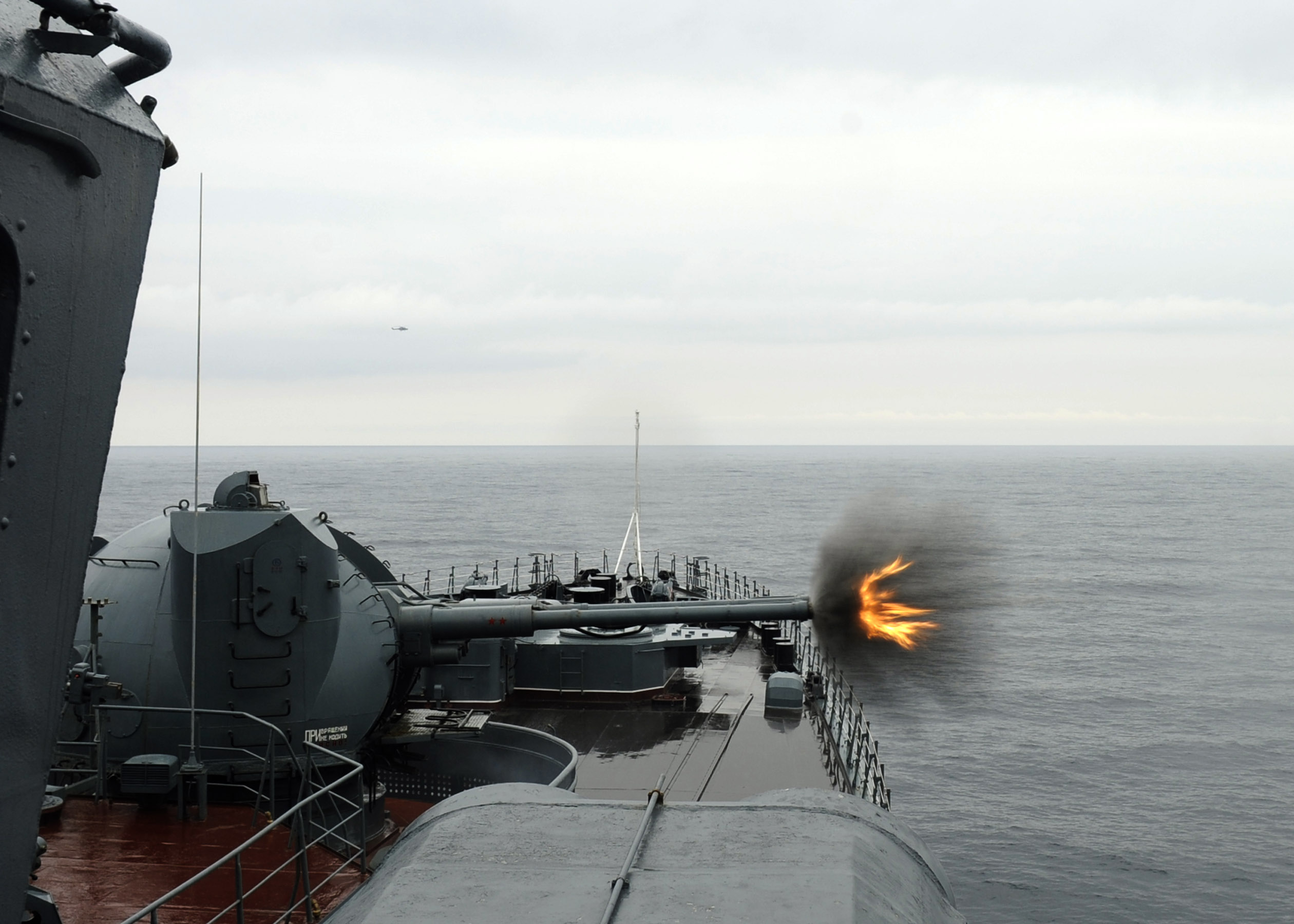
AK-130
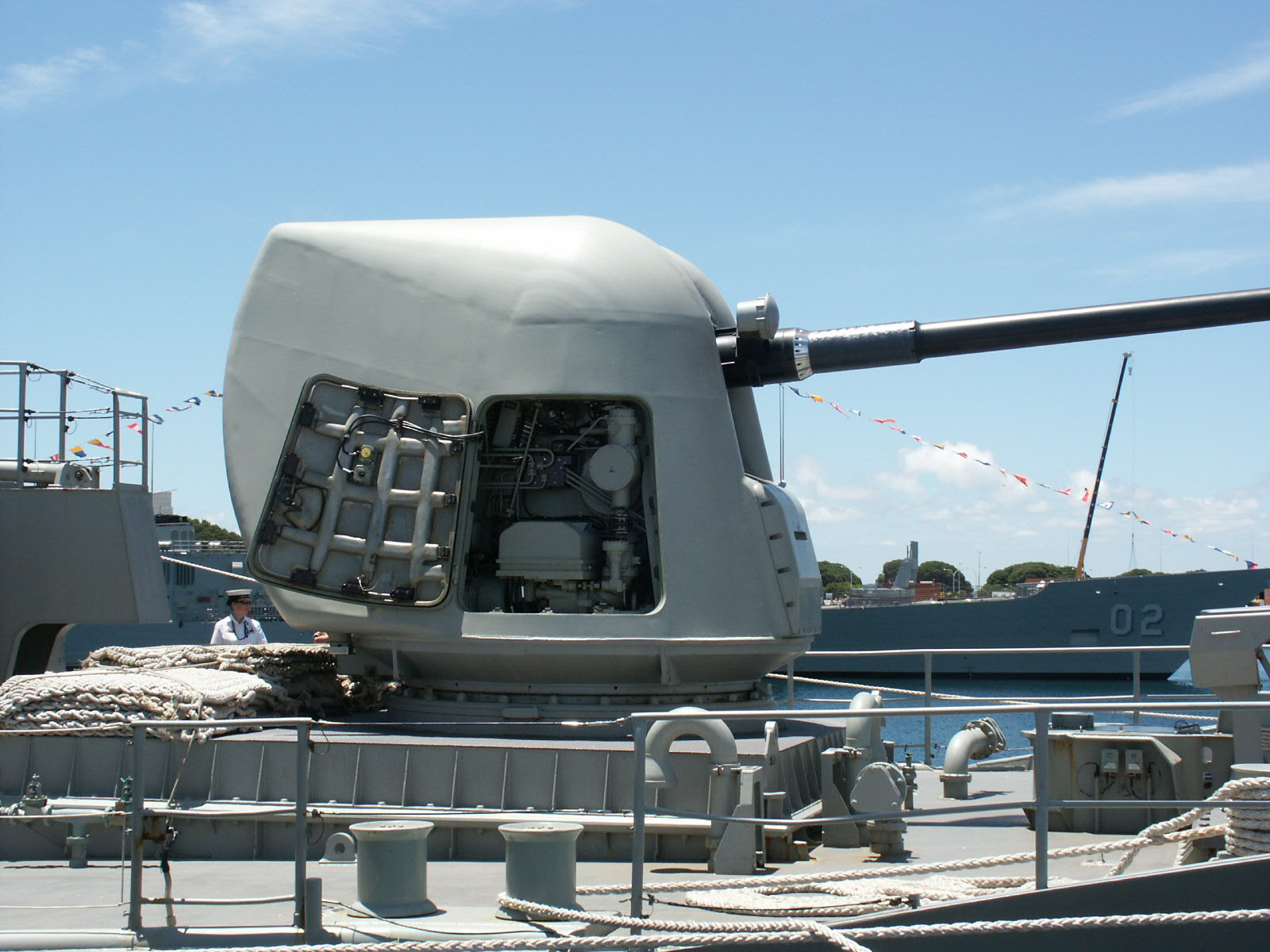
Mk 45 5インチ砲
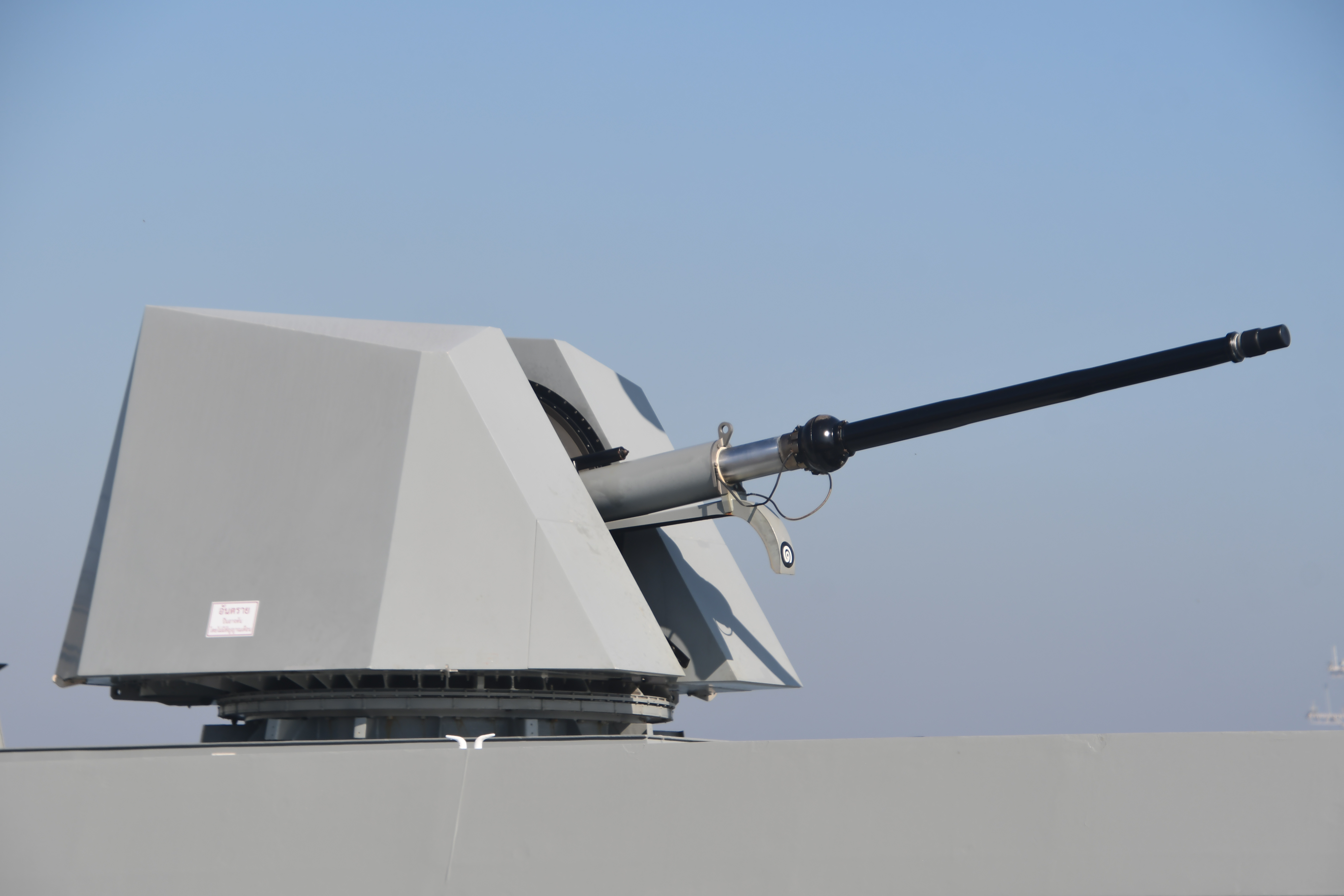
オート・メラーラ 76 mm 砲（ステルス型）
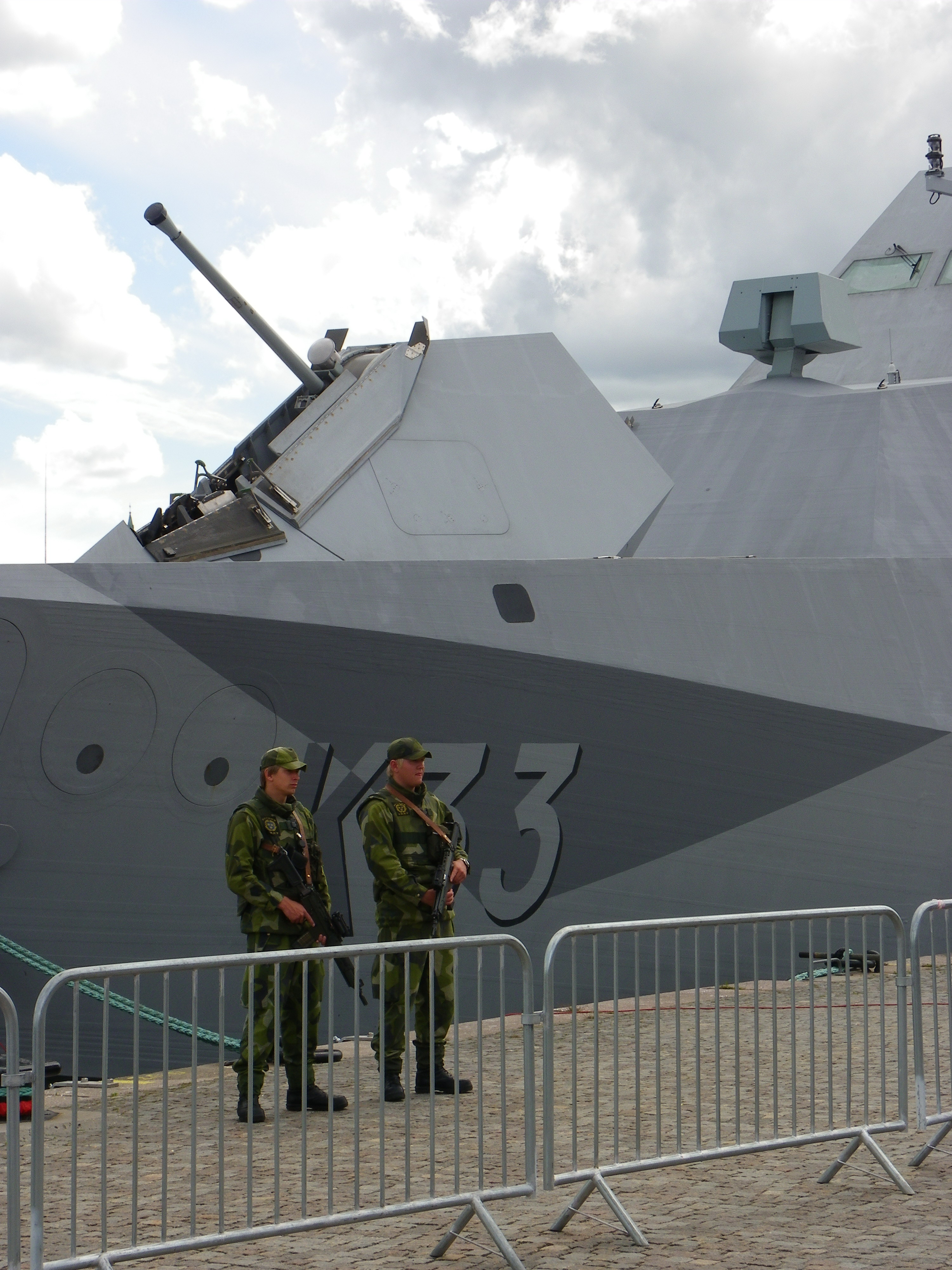
ボフォースMk.3 57mm砲（ステルス型）

### 名称
軍艦の砲塔にはそれぞれ識別名があった。

#### イギリス海軍

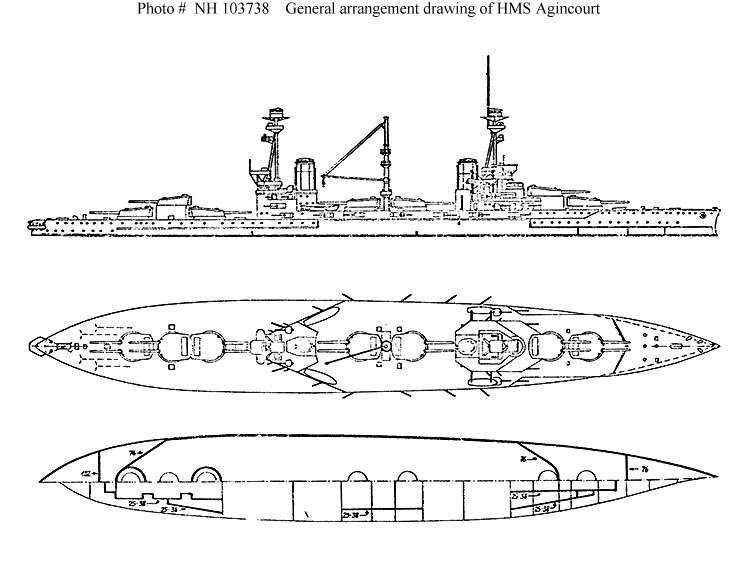
戦艦史上、最多の7基の主砲塔を載せたイギリスの弩級戦艦「エジンコート」

前部の砲塔は前から順に「A」「B」…、後部の砲塔は前から「X」「Y」、そして中部の砲塔は前から「P」「Q」「R」と呼んだ。一部に例外があり、たとえば「C」と呼ぶべき砲塔をダイドー級軽巡洋艦では「Q」、ネルソン級戦艦では「X」と呼んでいた（ネルソン級の場合、この砲塔は主甲板レベルで艦橋構造物と「B」砲塔に挟まれており、前方と後方への射撃は制限を受けた）。
副砲塔には「P」（左舷、Port）と「S」（右舷、Starboard）の文字を付し、艦首から順に番号を振った。たとえば「P1」は左舷のもっとも艦首寄りの砲塔である。
しかし、例外もある。イギリスの戦艦「エジンコート」（Agincourt）には砲塔が7基もあったため、曜日の名前で「マンデー（月曜日）」「チューズデイ（火曜日）」…「サンデー（日曜日）」と呼ばれた。

#### ドイツ海軍
通常、艦首から順に「A」「B」「C」…であった。この時、無線用の符号（フォネティック・コード）を使って砲塔を呼んだ。例えば戦艦「ビスマルク」の4基の砲塔は「アントン（Anton）」「ブルーノ（Bruno）」（または「ベルタ（Berta）」「カエザル（Caesar）」「ドーラ（Dora）」となる。

#### 日本とアメリカ海軍
単純に前から「1番砲塔」「2番砲塔」…と番号で呼ぶ。

## 地上要塞
20世紀半ば頃まで多く建造･運用されていた要塞が有する砲台(要塞砲)は、砲撃に晒されても簡単には破壊されないように掩体内に収められる事が多いが、対応できる方向を増やすために砲塔化される事もあった。はじめから要塞用に設計された砲塔はフランスのマジノ線に設置された隠蔽式砲塔やフィリピンのコレヒドール要塞近海に設置されたフォート・ドラムなどがある。これらの要塞用砲塔は固定式であるため重量制限をほぼ考えなくても構わないことから強固な防御力をもたせることが出来た。要塞の戦略的価値が下落すると要塞専用砲の開発は下火となり、既存の戦車や艦船の砲ないし砲塔ごと流用されることが多くなった。
戦車が進化を遂げ、要塞が容易に迂回されてしまうようになった第二次世界大戦以降は大規模な要塞が作られることが減ったが、迂回しづらい隘路を閉塞する意図などで要塞が築かれた。戦車は車体部分を埋めて即席トーチカすることができるが、はじめから戦車の砲塔を要塞に埋め込んでしまうこともままあった。例えばアルバニア、スイス、オーストリアなどで、旧式戦車の砲塔をコンクリートに埋めてトーチカとすることが行われていた。初の全周砲塔を備える戦車であるルノー FT-17からして、後の第二次大戦前夜でマジノ戦を強化するための即席トーチカとして多数が設置された。対するドイツ軍も旧式化した戦車の砲塔を要塞建設に用いたり、新規にパンター戦車の砲塔を利用したトーチカを開発し、防衛戦に使用していた。
現代では対艦ミサイルで代替され姿を消していっているが、かつては重要港湾や海峡航路の防備のための沿岸要塞ないし沿岸砲が各地に築かれていた。沿岸砲は海上目標を狙うためのものであるから、海側さえ向いていればよく、全周周回する砲塔式の必要性はあまりなかったが、艦船や戦車の砲塔をターレットごと流用することがよくあった。前者の例では戦艦との交戦も想定し、余剰となった戦艦の砲塔を利用した巨大なものも多く、戦艦の艦砲射撃にも対抗可能とされていた。後者の例では大戦中のドイツ軍がフランス沿岸地帯に築いた大西洋の壁に鹵獲したフランス製戦車の砲塔を設置したり、戦後のフィンランドがソ連からT-55の砲塔を購入して沿岸要塞に設置していたりした。

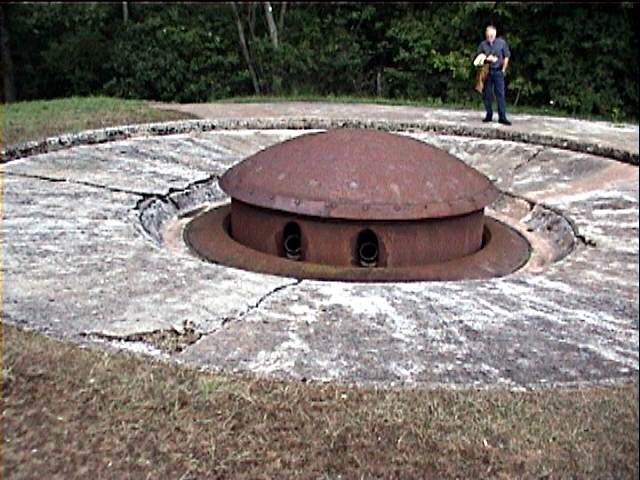
マジノ線の砲塔
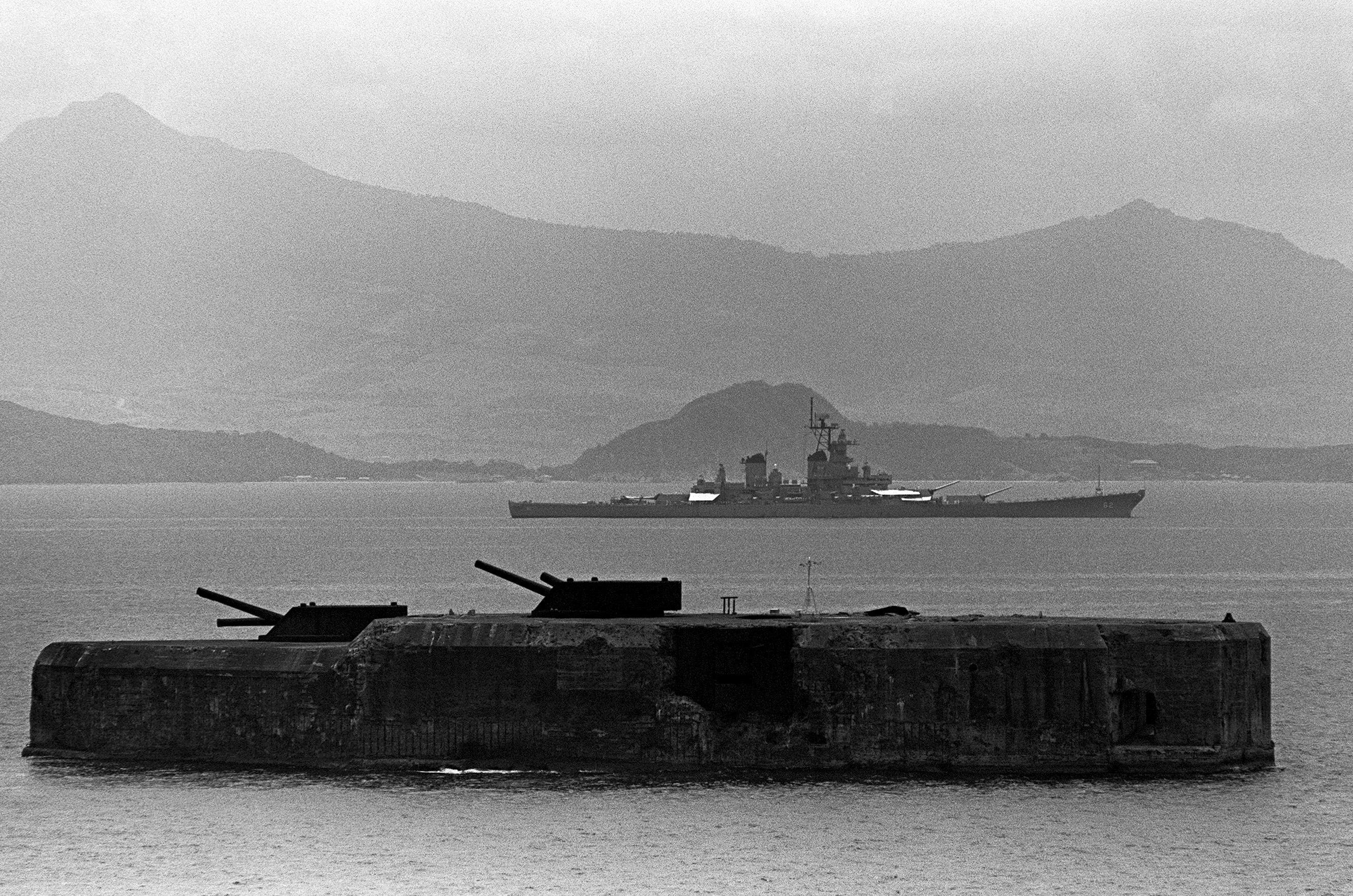
マニラ湾のフォート・ドラム
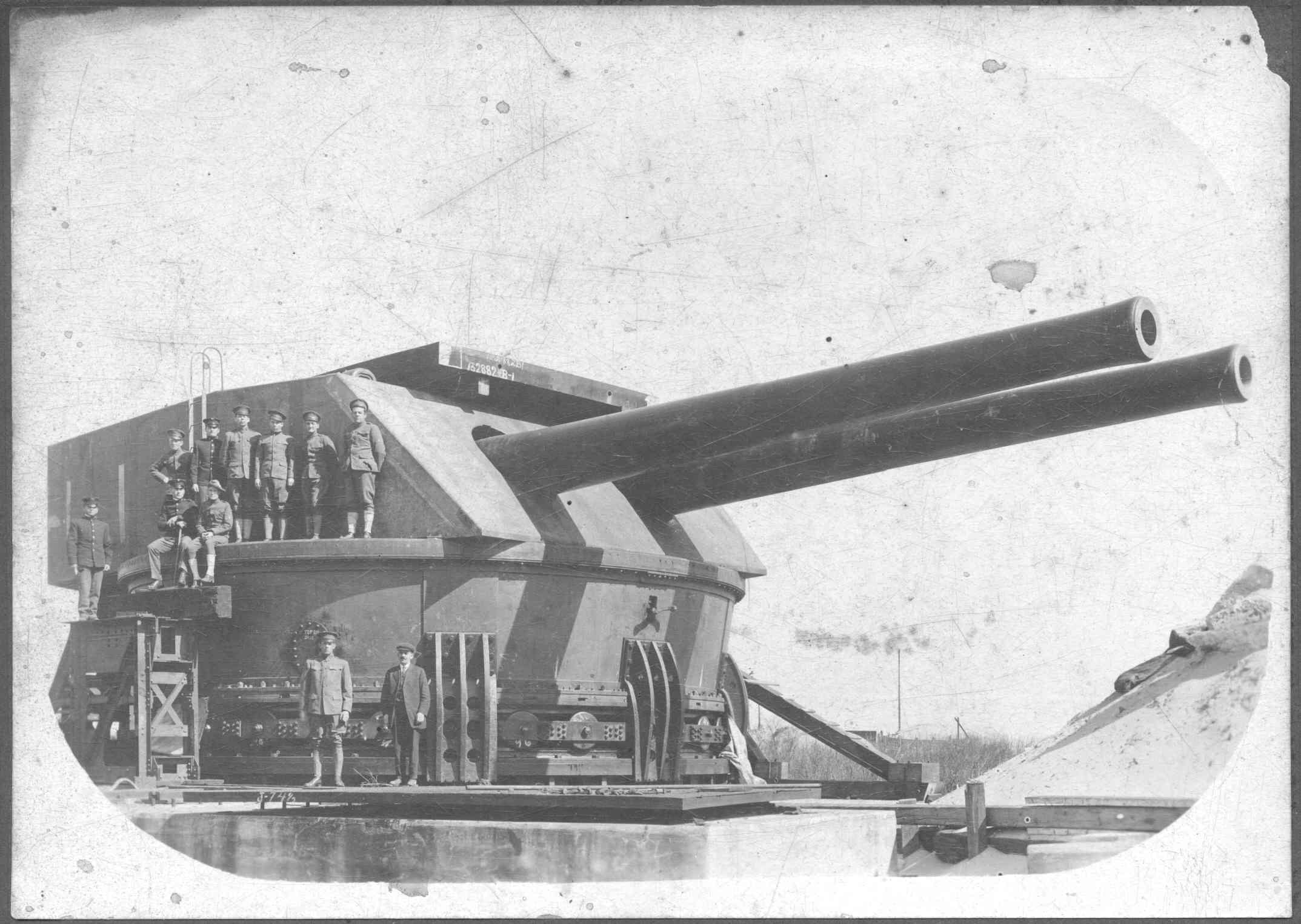
マニラ湾のフォート・ドラムの35.6cmカノン砲
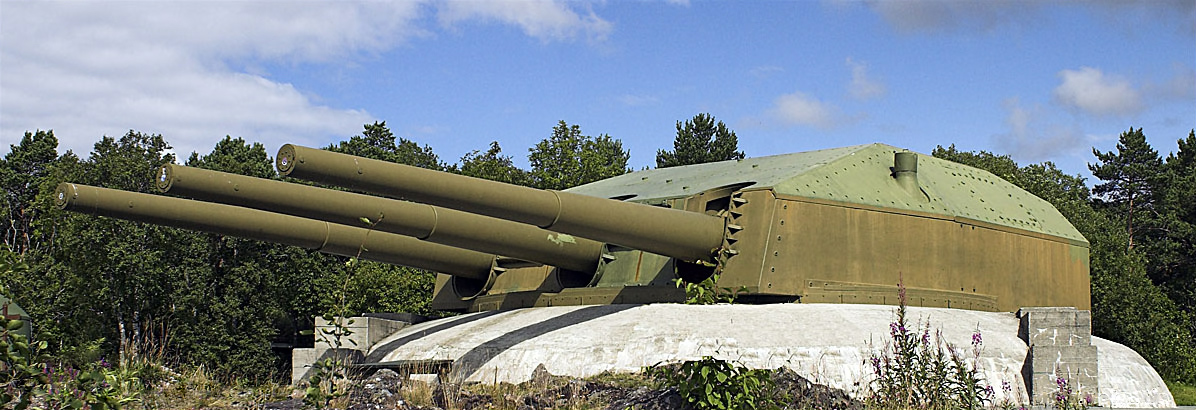
陸揚げして流用されたシャルンホルスト級戦艦「グナイゼナウ」の主砲塔
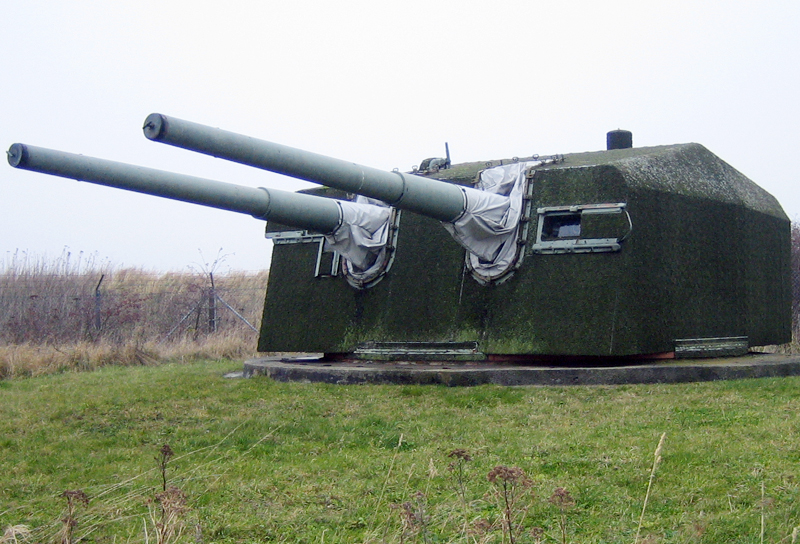
同じく陸揚げされた「グナイゼナウ」の副砲塔
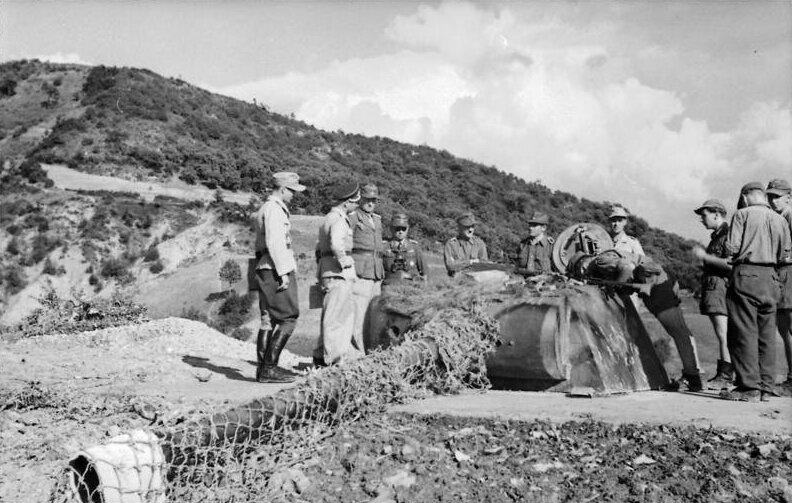
V号戦車パンターの砲塔を改造・流用した東方の壁砲塔

## 航空機
最初は、航空機の搭載機銃は決まった方向に固定されたか、単純な回転機銃架（スイベル）に取り付けられていた。スイベルは後に、機銃をどう向けても機銃手がその真後ろに位置を保てる回転機銃架、スカーフ・リング（Scarff ring）に発展した。航空機の性能が上がって高高度、高速で飛行するようになると、天候から保護する必要が生じ、機銃座を囲い込んだり、シールドを付けるようになった。イギリス空軍で動力式機銃塔（ターレット）を搭載した最初の爆撃機は、1933年に初飛行したボールトンポール オーヴァーストランドであった。オーヴァーストランドは機首の機銃塔に1丁の機関銃を搭載していた。やがて機銃塔の数、搭載機関銃の数が増えていき、第二次世界大戦のイギリス空軍の重爆撃機は通常3基の動力式機銃塔を備えていた。特に機体後部の機銃塔には、4丁の7.7mm（0.303in）機銃を備えていた。これは「テイル・ガンナー」または「テイル・エンド・チャーリー」ポジションと呼ばれていた。
また、イギリスでは「砲塔戦闘機（turret fighter）」のアイデアも生まれた。ボールトンポール デファイアントが実例であるが、翼内に前方固定式機銃を持たず、操縦席背後の機銃塔（7.7mm 4連装）だけを武装としたものである。このアイデアが生まれた当時は、戦闘機の標準的な武装は機関銃2丁だけであった。編隊を組んで飛ぶ重武装の爆撃機を迎撃する場面において、砲塔戦闘機の一団なら（後方だけでなく）側面、背後、下方からも攻撃でき、柔軟に火力を集中できると考えたのである。このアイデアは爆撃機を攻撃する際には一理があったが、他の戦闘機と戦う際に実用的でないことがわかった。砲塔の重量と空気抵抗のため、固定機銃を装備した単座戦闘機よりも鈍速になる。にもかかわらず前方に対して攻撃が不可能なため、敵戦闘機を追い抜くか並行する事が必要という矛盾を抱えていた。
この当時の航空機用旋回機銃や機銃塔には乗員が直接操作するものが多かったが、一部には油圧や電動で遠隔操作可能なものもあった。特にB-29爆撃機では油圧動力の旋回銃塔を全方向に備えており、これにより従来の吹きさらしの銃塔と異なり、射撃手は気密室内に収まって遠隔操作することができた。
ジェット機時代の到来により、爆撃機の自衛用機銃塔はすたれていった。とはいえこの時代にも、ボーイング B-52爆撃機など機尾に限定旋回のできる機銃座を備えていた機体は少なくなかった。しかしながらこれらの尾部機銃座も、乗員数の節約、ペイロードと速度の向上のため、まもなく廃止されていった。
航空機の機銃塔搭載位置はさまざまで、次のように呼ばれる。
- ドーサル（dorsal）- 胴体上面
- ベントラル（ventral）- 胴体下面
- リア（rear）または テイル（tail）- 機尾
- ノーズ（nose）- 機首前方
- チン（chin）- 機首下面

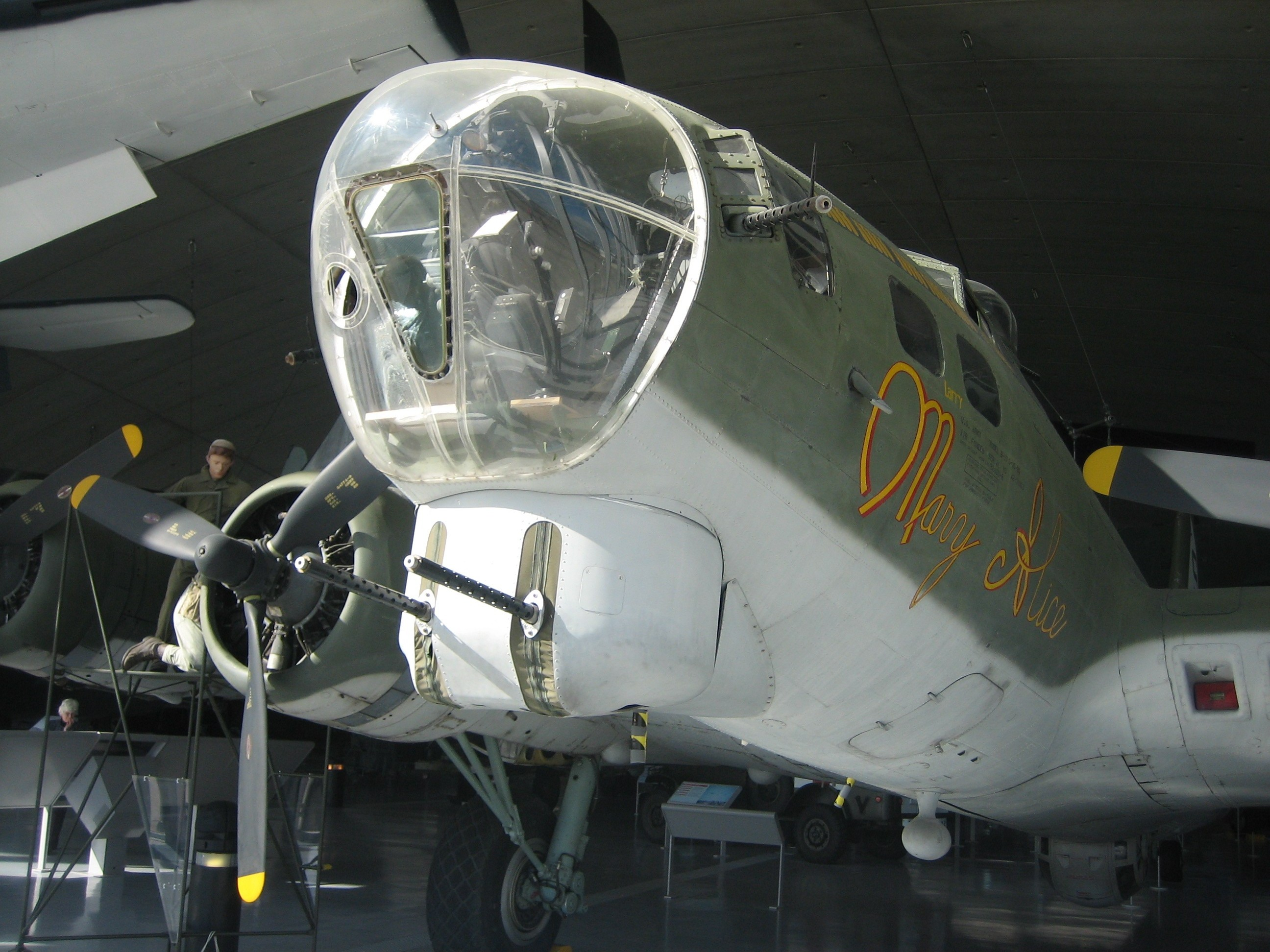
B-17G爆撃機の機首下面機銃塔
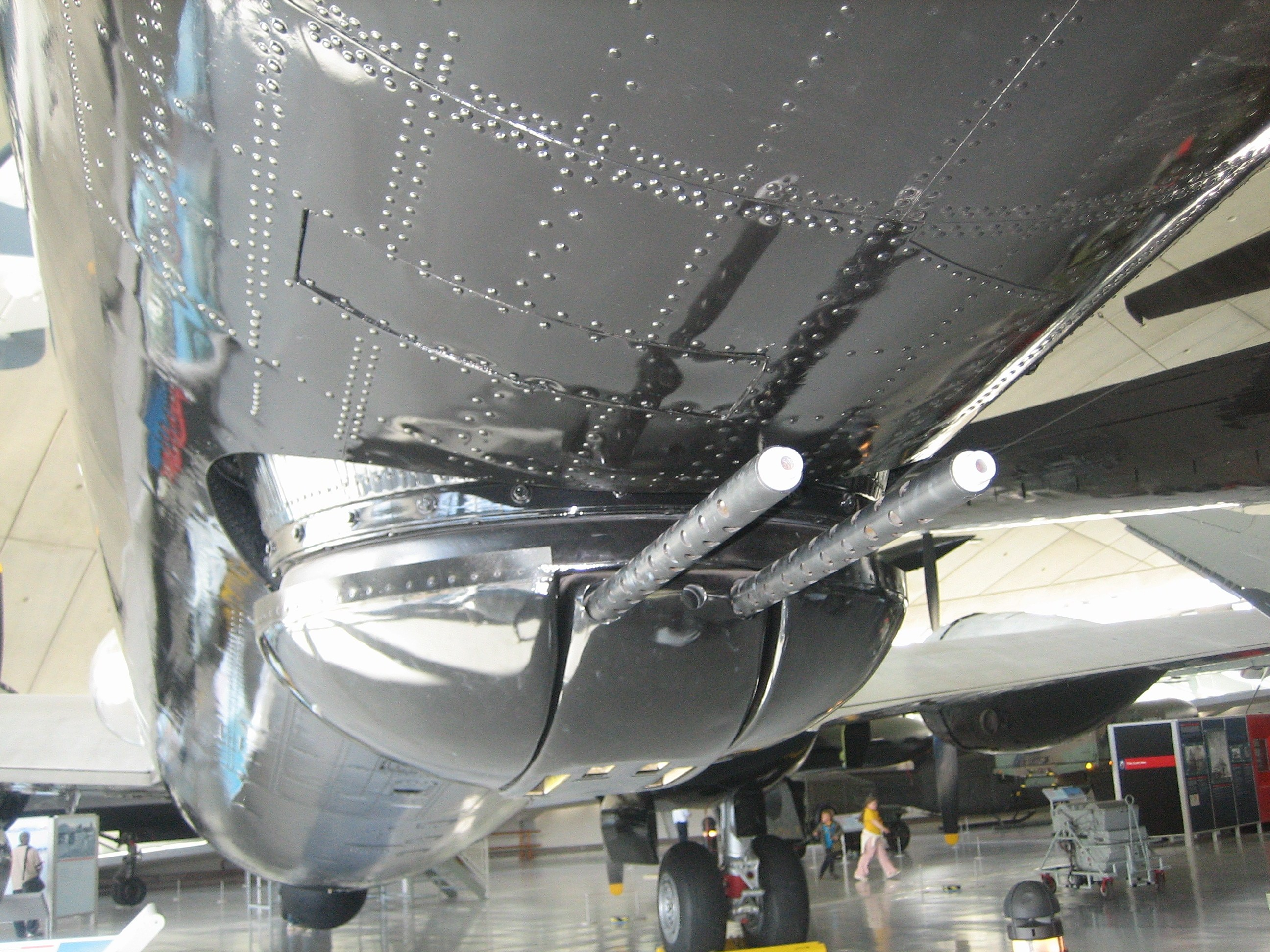
B-29爆撃機の油圧遠隔操作式胴体下面機銃塔
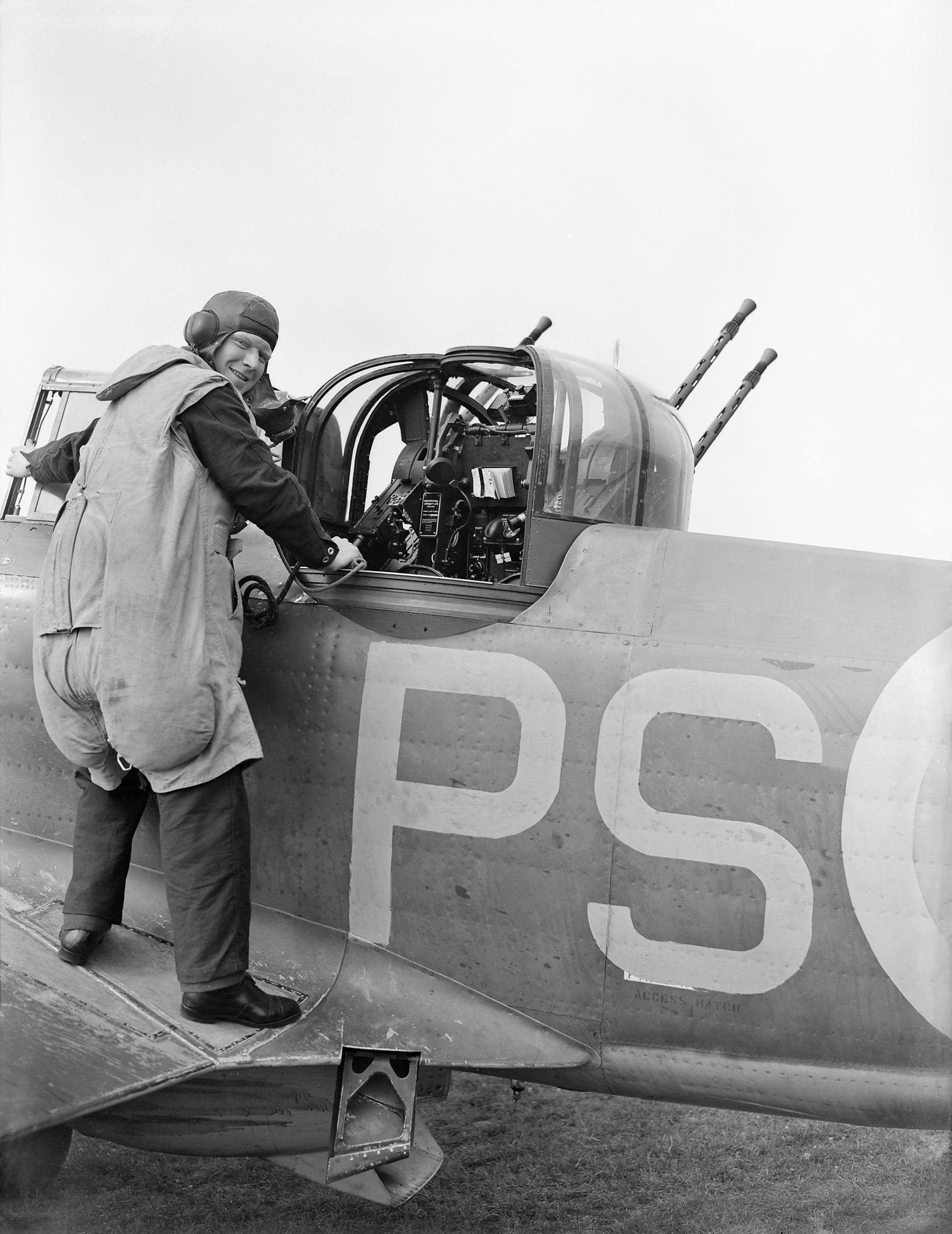
ボールトンポール デファイアントの機銃塔
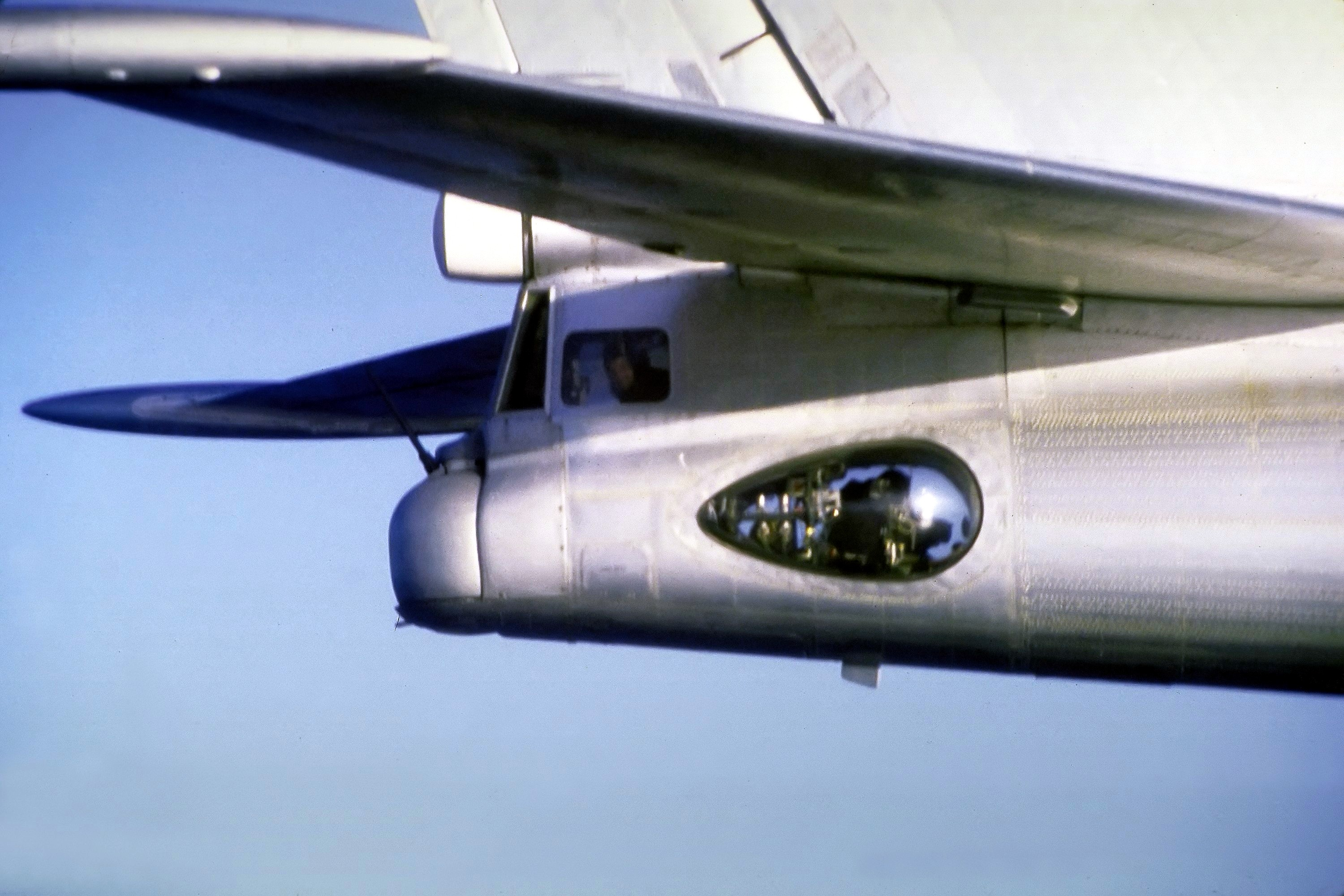
Tu-95の機銃塔
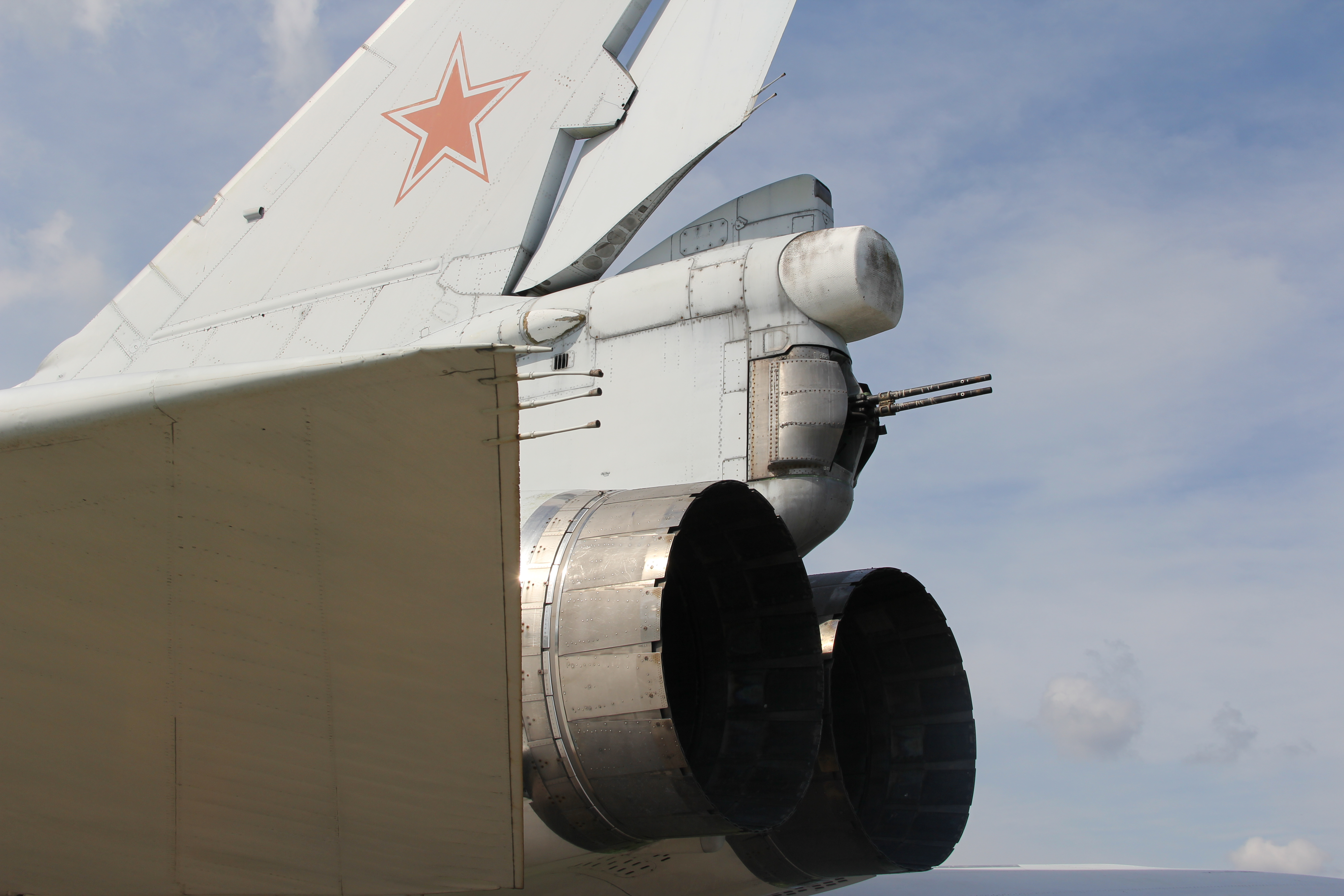
Tu-22Mの機銃塔

## 装甲戦闘車両

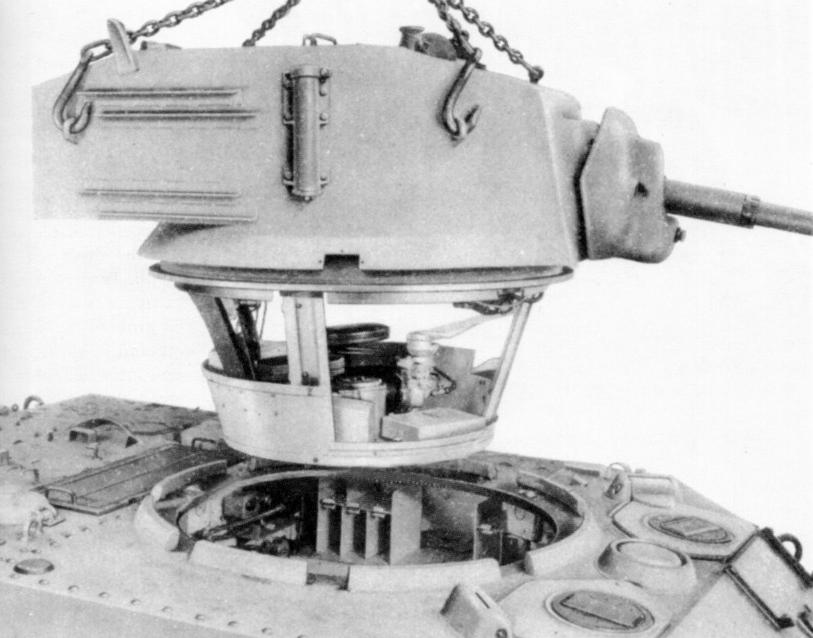
M3A3軽戦車の37mm戦車砲M6搭載砲塔。乗員用バスケットが付いている

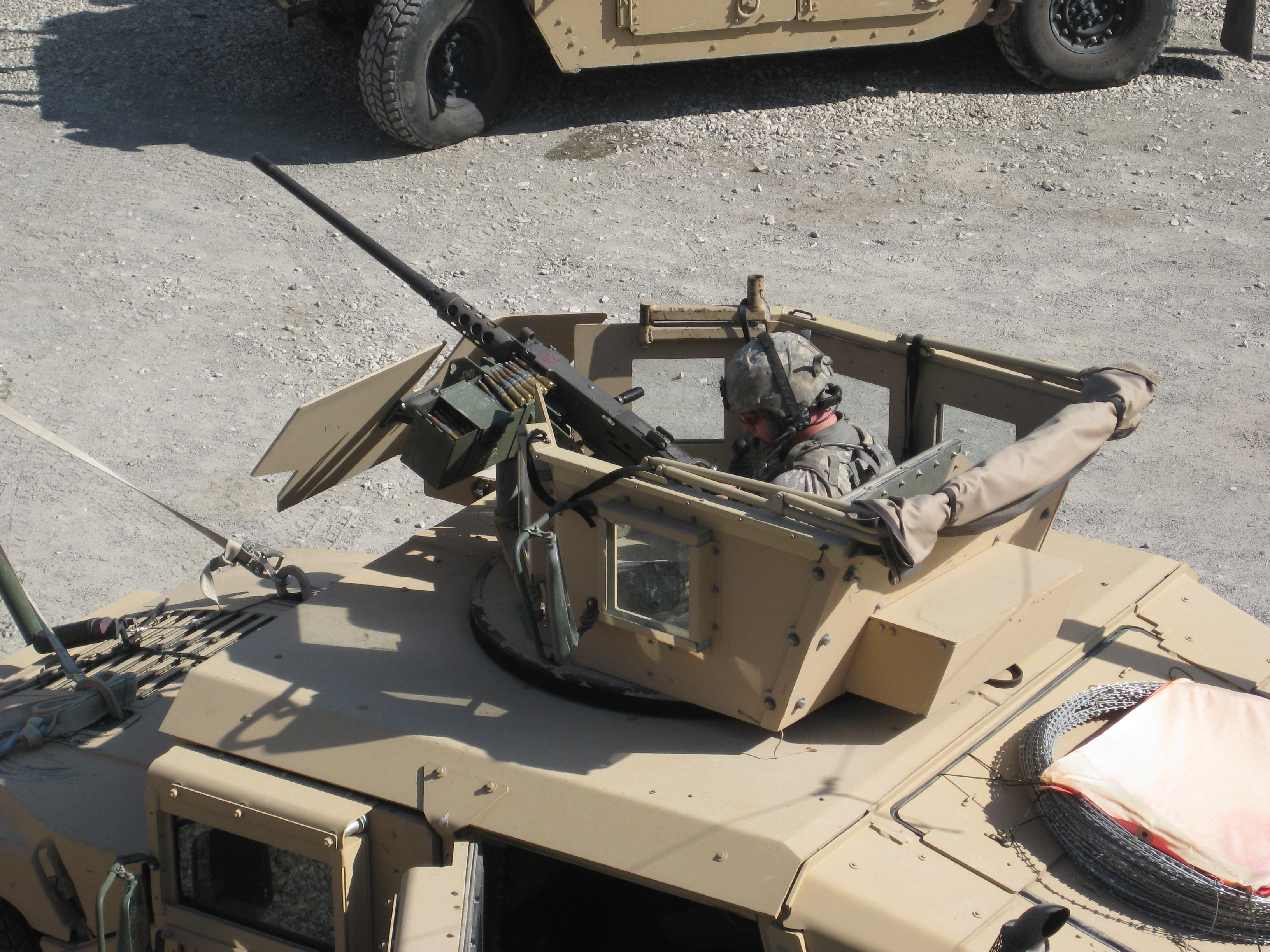
ハンヴィーに搭載された装甲銃塔（OGPK）

第一次世界大戦当時、イギリス軍の菱形重戦車では左右スポンソン（張り出し）のケースメート（砲郭）内に火砲や機関銃を搭載していた。その先祖である試作車リトル・ウィリーでは上部に砲塔を搭載するための準備がしてあったのだが、車体中心にエンジンが装備されており、そこに砲塔が設置できなかったためである。同時期のフランス軍戦車では、突撃砲のように車体前方に火砲を装備していたが、その後ルノー FT-17 軽戦車で旋回砲塔が実用化され、現代にまで至る戦車の基本形がここに出現した。
大戦間ではソ連のT-35やドイツのNbFzのような、陸上軍艦的な「如何にも強そうに見える」多砲塔戦車形式も流行したが、砲塔が増えた分、防御が脆弱になり、多数の砲塔に対する指揮も難しくなる欠点を克服出来ず、複雑な構造からくる高価格と低生産性にも問題があったため、やがて主流は単砲塔形式へと戻っていった。
現代の戦車では、砲塔は乗員保護のために装甲化され、一般的に105-125mm程度の大口径戦車砲1門を搭載し、360度全周に回転する。ほとんどの場合主砲同軸機銃を砲塔内に装備しており、これは敵歩兵の掃討や近距離におけるスポッティングライフル代わりとして用いられる。戦車砲塔は通常2人以上の乗員を収容する（一般的に戦車長と砲手、さらに装填手が加わることが多い）。
その他の装甲戦闘車両でも、用途に合わせて砲塔を搭載し、戦車砲以外の武装を備えている。歩兵戦闘車は小口径砲、機関砲、対戦車ミサイル・ランチャーを、単独か組み合わせて搭載していることが多い。イタリア軍のチェンタウロ戦闘偵察車、フランス軍のAMX-10RC、陸上自衛隊の16式機動戦闘車のように、（より低反動化されているとはいえ）戦車砲と変わらない105mm砲を搭載する装輪式装甲車両も実用化されている。
現代の自走砲は、戦車よりも大きな口径の火砲を旋回式の砲塔に搭載していることが多く、一見して戦車のような外観になっているが、その装甲は限定的な弾片防御が主で、戦車よりは薄くなっている例が殆どである。
砲塔は戦闘力の要であり、かつ上面に突出しているため被弾率が高いことから、前面防盾には一般に最も厚く装甲が施される。しかし冷戦時代、1950年代以後頃から対戦車弾（成型炸薬弾）の威力向上に対し装甲による防御は不利と認識されたことから、砲塔サイズの縮減にさまざまな試みがなされた。ソ連の主力戦車はいち早く自動装填装置を採用し弾薬庫を車体内に置くことで砲塔を小型化した。戦車より装甲が薄い歩兵戦闘車ではBMP-1や近年でもVBCI等、あえて1人用砲塔としているものも少なくない。他にも砲の俯仰に必要な内部スペースの分小型化できる揺動砲塔、ここからさらに乗員を車体内側へ低めたオーバーヘッド砲塔なども試みられたが、防護力や乗員視認性の問題から採用事例は少ない。しかし後には外部視認が高倍率および赤外線のカメラに比重が移ったこともあり、2000年代にオーバーヘッド型砲塔のM1128 ストライカーMGSがアメリカ陸軍に採用された。
また、軽装甲車両や非装甲の戦闘車両、偵察車両などでも、機関銃を装備した1人用銃塔を積んでいることがある。第一次世界大戦で使用されたイギリスのロールス・ロイス装甲車など、いくつかの装輪装甲車には装甲化された回転式銃塔が備えられていた。第二次世界大戦時においても、例えばドイツ軍のSd Kfz 221やSd Kfz 222、ソ連軍のBA-64のような小型偵察装甲車には周囲を装甲板で覆った銃塔が備えられる例が多かった。
またこの当時、ジープや軍用トラックのような非装甲車両にも機関銃を装着する事はあったが、これらの多くは銃塔への装備ではなく、剥き出しの銃架への装着が主であった。その後、例えばベトナム戦争に投入されたアメリカ軍のM113装甲兵員輸送車の事例のように、もともとはキューポラに機関銃だけを装着していたが、射手の被害を防ぐ為に周囲に装甲板が増設され、結果的に1人用の銃塔と化したようなケースもある。非装甲車両のハンヴィーにおいても似たような経緯があり、イラク戦争当時、ルーフ上の銃座の射手の被害を防ぐ為に現地改修で防盾や防弾板が追加される例が多数発生し、その後OGPKやMCTAGSのような正式装備として、装甲化された1人用銃塔が開発され運用されている。
また、こういった射手の被害を防ぐための別のアプローチとして、遠隔操作式の無人銃塔（RWS、Remote Weapon Station）も開発されている。直接の先祖はドイツ軍のIII号突撃砲やヘッツァーの装甲上面に配備された7.92mmリモコン機銃で、これは車内から発砲は可能だが、銃弾の再装填は車外に出なければならなかった。最初に実用化されたのはイスラエルのラファエルにより開発されたラファエル・オーバーヘッド・ウェポン・ステーションであるが、その後各国で同様のコンセプトの遠隔操作銃塔が開発され、実戦配備されている。2010年代以後はRWSの大型化、あるいはヒットフィストOWSやラインメタル LANCEのように有人砲塔にRWSモードを備えた無人砲塔も多く開発されてきている。
1973年からソビエト連邦で生産され始めたT-72戦車は、攻撃力・機動力・防御力のバランスに優れ、東側諸国においてベストセラーとなった。
しかし、回転式砲塔の内部に多数の弾薬を搭載する構造から、1991年の湾岸戦争、2003年のイラク戦争を通じ、被弾すると内部の弾薬が爆発して砲塔が飛び上がる事例が広く知れ渡り「びっくり箱」と揶揄されるようになった。この砲塔部分の脆弱さは西側諸国でも問題視されるようになり、後年、アメリカが製造したストライカー装甲車では、砲塔部分に乗員を配置せず、弾薬の場所も隔離するレイアウトが採られている。ソビエト連邦からロシアに移行した後、T-72の後継機種に爆発反応装甲を追加するなど、砲塔の脆弱性に対するフォローが行われたが抜本的な解決法にはならず、2022年ロシアのウクライナ侵攻においても、戦車の砲塔が吹き飛ぶ無残な映像が多数配信されることとなった。

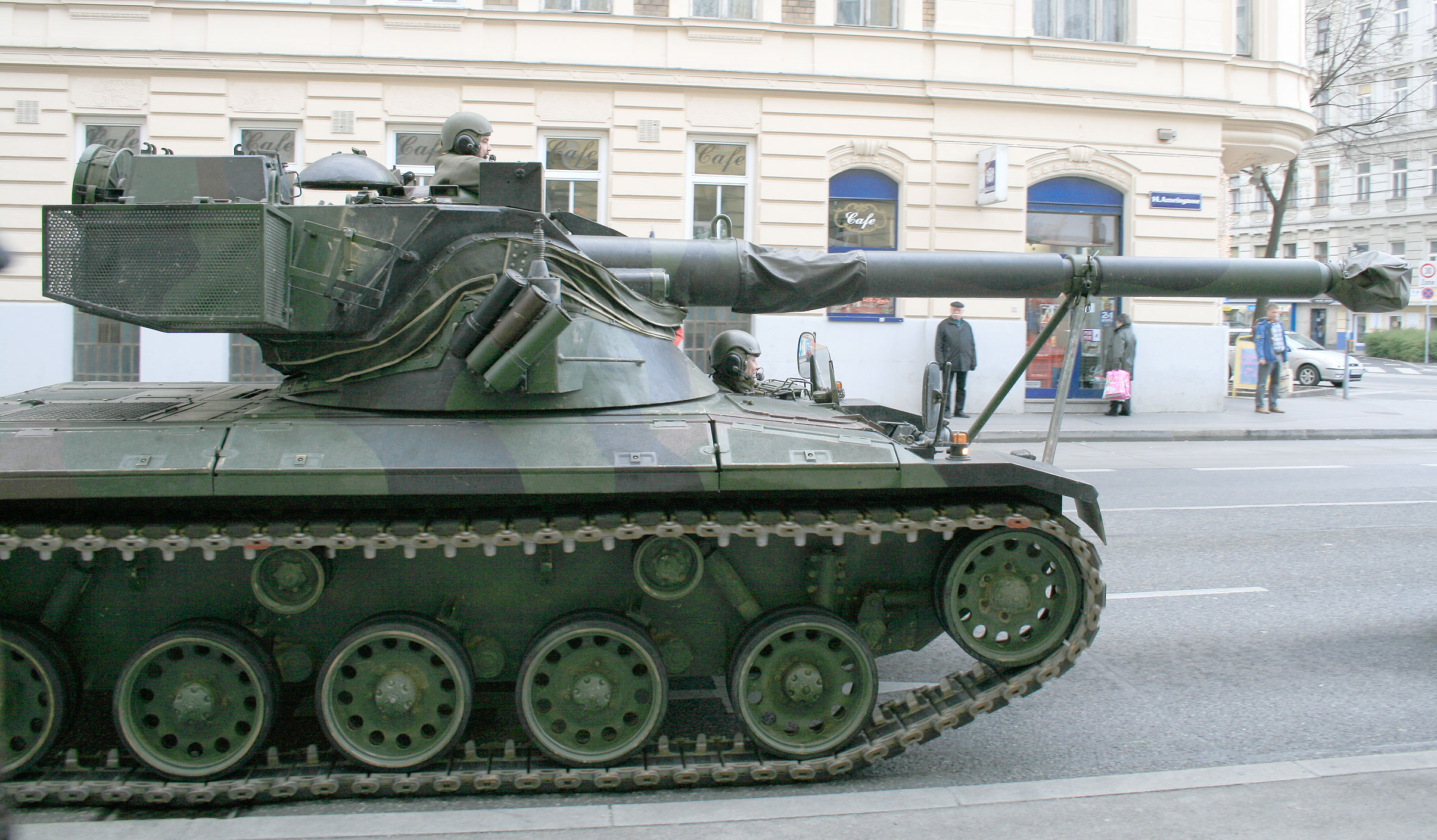
キラシェーア軽戦車の揺動砲塔。キャンバスのカバーがついている可動部の防護に難がある。
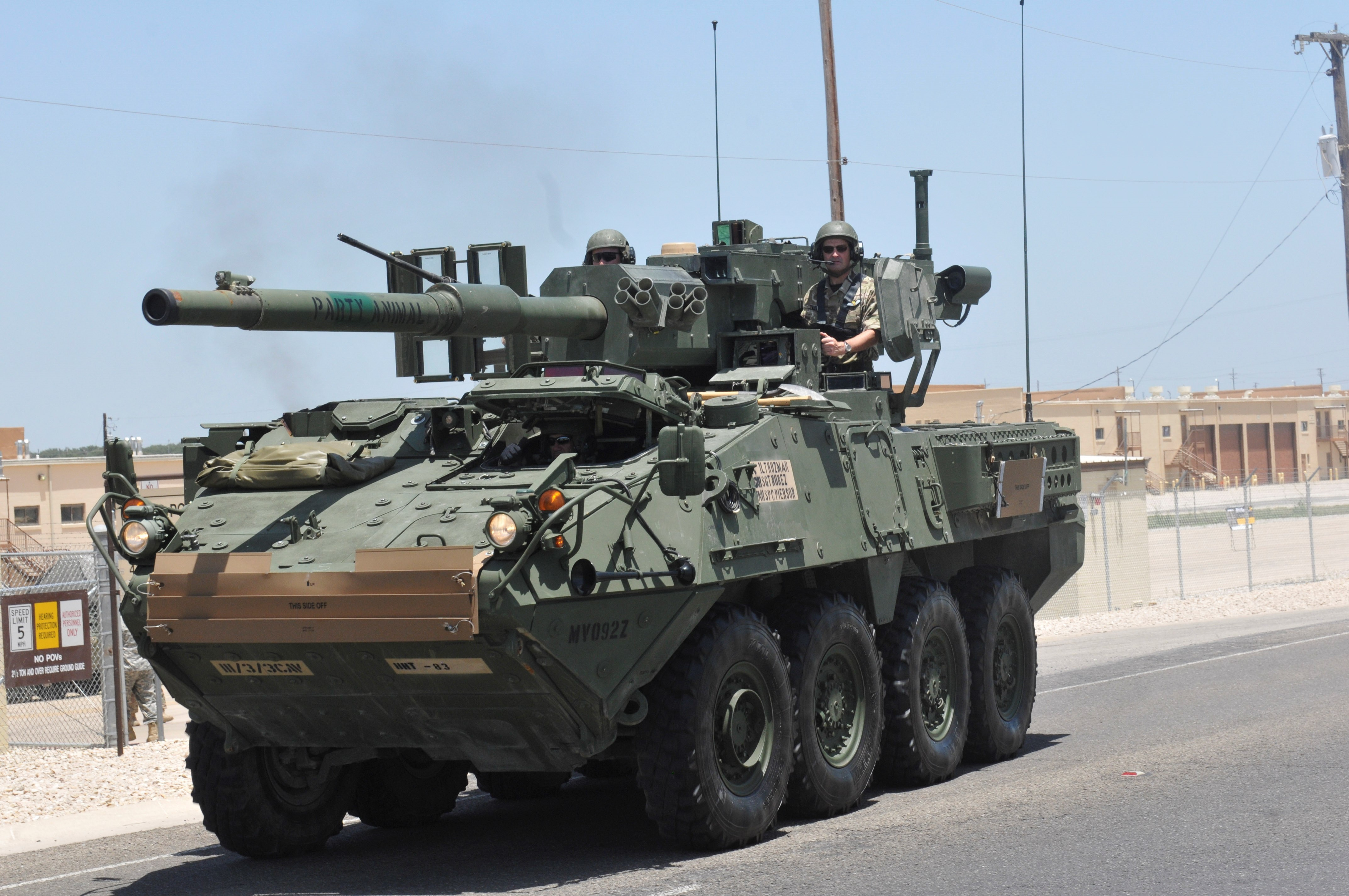
M1128 MGSのオーバーヘッド砲塔。ハッチを閉じると乗員は車体ルーフより下側に収まる。
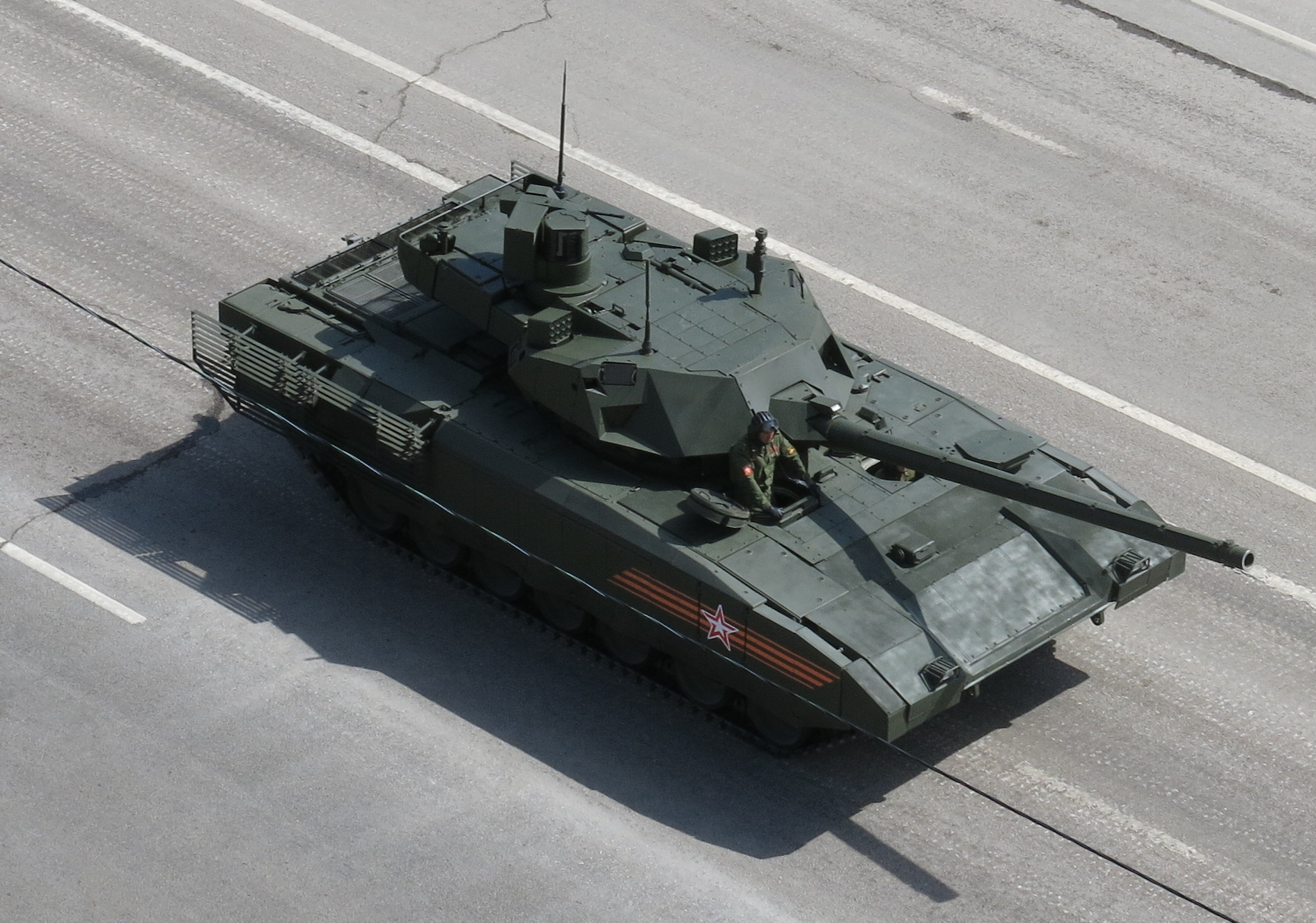
無人砲塔上に機銃のRWSを装備するT-14主力戦車
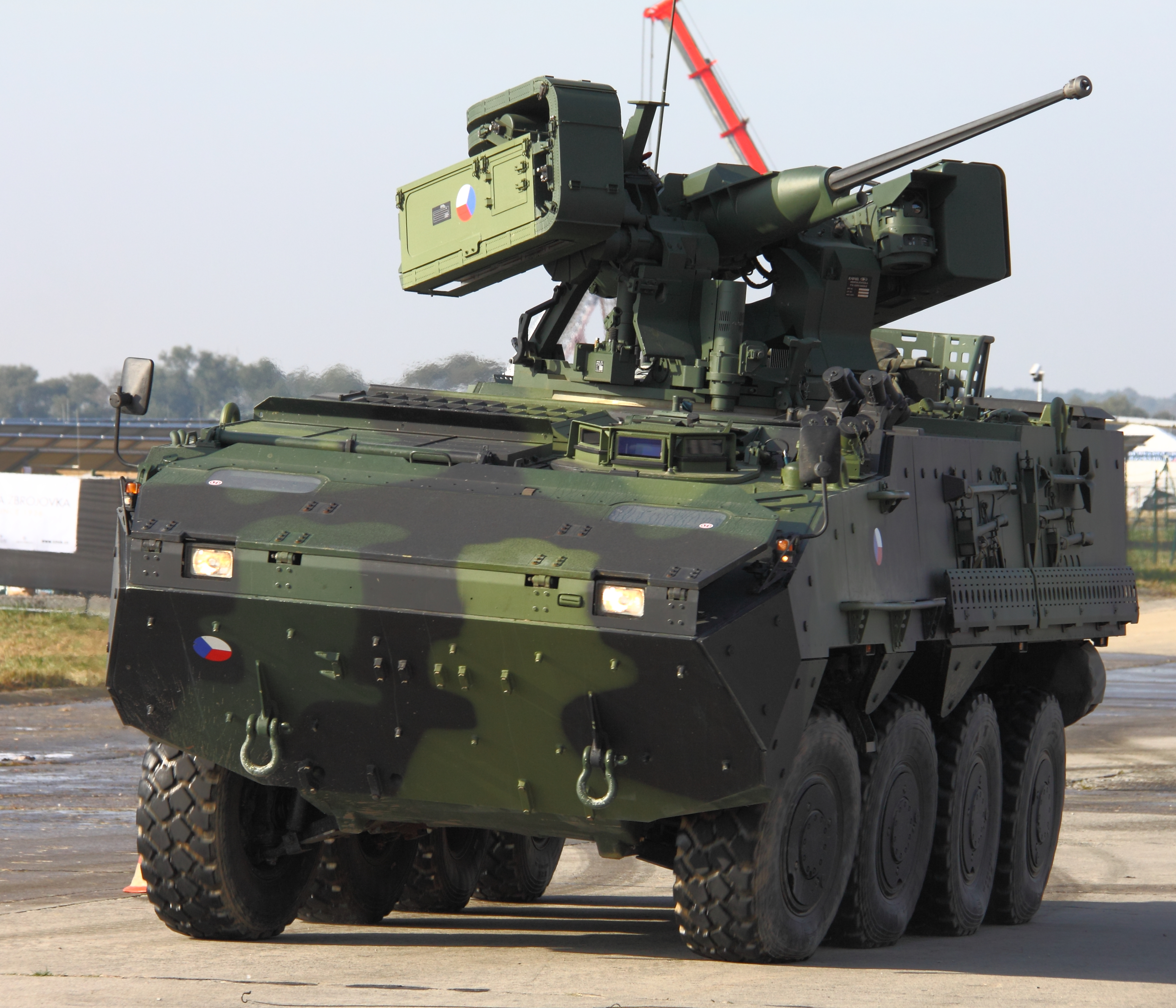
30ｍｍ機関砲と対戦車ミサイル装備のRCWS-30を装備するパンデュールII。
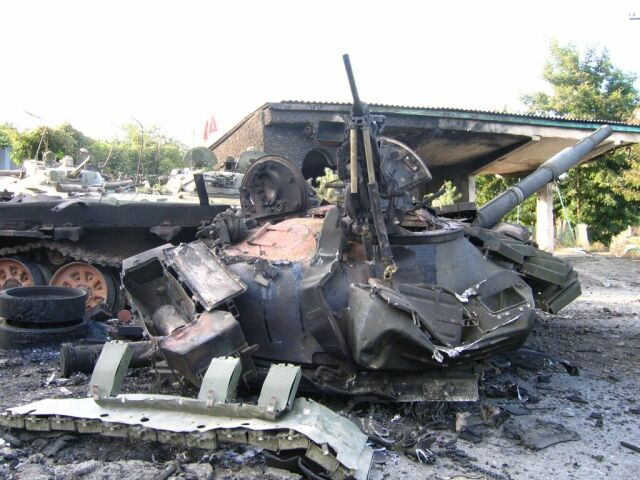
砲塔が吹き飛んだT-72。